# Darijo Srna
 Darijo Srna, né le 1er mai 1982 à Metković en Yougoslavie (aujourd'hui en Croatie), est un ancien footballeur international croate jouant au poste de milieu droit et arrière droit.
Il est un membre important de l'équipe nationale de Croatie de 2002 à 2016, dont il était le capitaine et dont il détenait le record de sélections avec 134 matchs, avant que Luka Modrić le dépasse en mars 2021, lors d'une rencontre face à Chypre.

## Biographie

### En club
Né à Metković en Croatie, Darijo Srna commence sa carrière à l'Hajduk Split. Il y remporte la Coupe de Croatie 2000, 2003 et le championnat de Croatie en 2001. Il joue 83 matchs avec le club dalmate avant de rejoindre dès 2003, le Chakhtar Donetsk en Ukraine pour 1,2M €.
Srna inscrit son premier but pour le Chakhtar le 9 août 2003, lors d'une rencontre de coupe d'Ukraine face au Yavir Krasnopillya. Il est titularisé et participe à la victoire de son équipe par trois buts à zéro ce jour-là.
Il devient le symbole de l'équipe qui monte en puissance au fil des saisons et se voit récompensé avec l'obtention du brassard de capitaine. Il reste fidèle au club malgré notamment des approches de la Lazio Rome et de Chelsea.
Le 7 mai 2008, Srna est titulaire et capitaine lors de la finale de la coupe d'Ukraine face au Dynamo Kiev. Il participe à la victoire de son équipe, qui s'impose par deux buts à zéro, et remporte le trophée.
Le Chakhtar Donetsk domine le championnat ukrainien avec 6 titres de champions plus 4 coupes d'Ukraine.
La saison 2008-2009 est marqué par la victoire de l'équipe en Coupe de l'UEFA.
Les supporters du club lui décernent le prix du plus beau but de l'année 2012, une reprise de volée avec rebond contre Dnipropetrovsk.
Le 22 juin 2018, après 15 ans passés au Chakhtar Donetsk, dans lequel il était en fin de contrat, il signe pour le club italien de Cagliari. Il met fin à sa carrière professionnelle après une saison à Cagliari.

### En sélection
Il reçoit sa première cape le 20 novembre 2002 à l'occasion d’un match contre l'équipe de Roumanie (défaite 1-0). Il marque son premier but avec la Croatie contre la Belgique (victoire 4-0) en Mars 2003 dans le cadre des éliminatoires de l'Euro 2004. Durant cette compétition, il est remplaçant lors des matchs contre la Suisse et l'Angleterre.
Après l'Euro 2004, Srna devient un joueur clé de l'équipe nationale pour les éliminatoires de la coupe du monde 2006. Il marque 5 buts en 9 matchs, c'est alors le meilleur buteur de l'équipe des éliminatoires. C'est lui qui inscrit le but qualificatif sur penalty lors du match à Zagreb contre la Suède. Lors de la Coupe du monde 2006, son but sur coup franc direct de 30 mètres contre l'Australie (2-2) reste dans la mémoire des supporters croates.
En septembre 2006, Srna est temporairement exclu de l'équipe pour avoir passé la nuit dans une boite de nuit avec ses coéquipiers Boško Balaban et Ivica Olić.

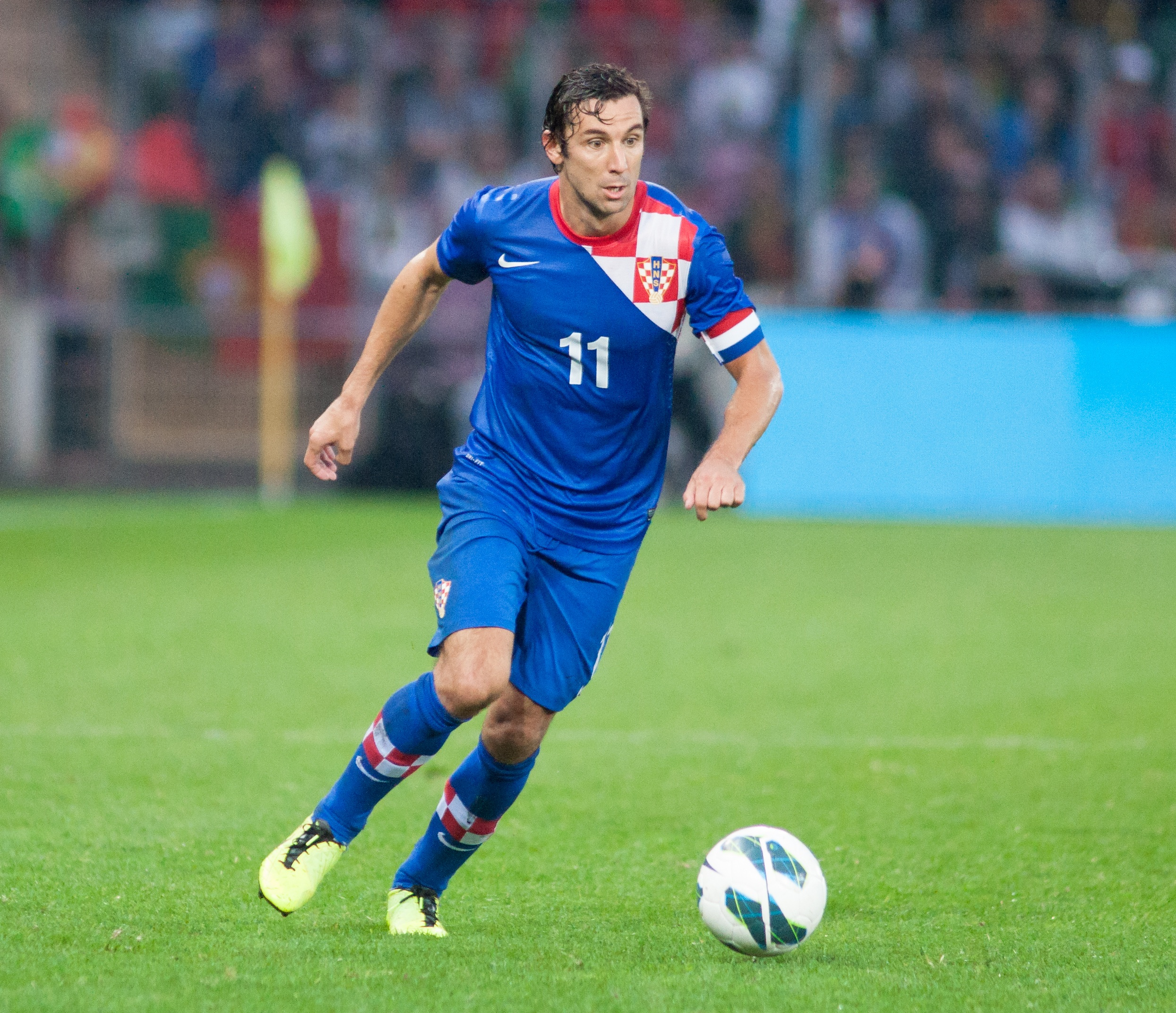
Darijo Srna avec la Croatie contre le Portugal en juin 2013.

À la suite de la très solide campagne qualificative à l'Euro 2008 (la Croatie élimine l'Angleterre à Wembley), Srna est sans surprise retenu dans le groupe des 23. Le 12 juin, il marque le premier but croate de la brillante victoire (2-1) contre l'Allemagne, favorite du tournoi avec l'Espagne. C'est ensuite le seul joueur croate à réussir son tir au but dans la défaite en quart de finale face à la Turquie (1-1 après prolongation).
Après le tournoi, il remplace Niko Kovač comme capitaine de l'équipe.
Il participe à l'Euro 2012, mais la Croatie ne passe pas le premier tour face aux deux finalistes: Espagne et Italie.
En février 2012, il joue son centième match avec la Croatie en amical contre la Corée du Sud. Il inscrit un des quatre buts de son équipe (4-0).
Pendant l'Euro 2016 en France, lors de son premier match de poule avec la Croatie contre la Turquie, alors que la Croatie gagne (1-0), il apprend le décès de son père (décédé pendant la rencontre) après le retour au vestiaire. Il quitte la sélection quelques jours après pour rejoindre sa famille lors des obsèques.
Le 26 juin 2016, il annonce sa retraite internationale après l'élimination en 8e de finale de l'Euro 2016 en France face au Portugal, futur vainqueur de la compétition.
Le 22 septembre 2017, il annonce mettre sa carrière entre parenthèses après avoir été contrôlé positif à un contrôle antidopage.

### Après carrière
Darijo Srna retourne au Chakhtar Donetsk en juin 2019, intégrant le staff de l'équipe première où il devient l'un des adjoints de Luís Castro.
Après avoir été adjoint pendant toute la saison 2019-2020 il prend un autre rôle au club en étant nommé directeur du football du Chakhtar Donetsk. En octobre 2023, à la suite du licenciement de Patrick van Leeuwen, il devient entraîneur par intérim du club.

## Statistiques

### Détaillées
| Saison                | Club                  | Championnat           | Championnat | Championnat | Championnat | Coupe(s) nationale(s) | Coupe(s) nationale(s) | Coupe(s) nationale(s) | Supercoupe | Supercoupe | Supercoupe | Compétition(s) continentale(s) | Compétition(s) continentale(s) | Compétition(s) continentale(s) | Compétition(s) continentale(s) | Autres compétitions | Autres compétitions | Autres compétitions | Autres compétitions | Croatie | Croatie | Croatie | Total | Total | Total |
| Saison                | Club                  | Division              | M.          | B.          | P.d.        | M.                    | B.                    | P.d.                  | M.         | B.         | P.d.       | Comp.                          | M.                             | B.                             | P.d.                           | Comp.               | M.                  | B.                  | P.d.                | M.      | B.      | P.d.    | M.    | B.    | P.d.  |
| 1999-2000             | Hajduk Split          | Prva HNL              | 2           | 0           | 0           | -                     | -                     | -                     | -          | -          | -          | -                              | -                              | -                              | -                              | -                   | -                   | -                   | -                   | -       | -       | -       | 2     | 0     | 0     |
| 2000-2001             | Hajduk Split          | Prva HNL              | 10          | 0           | 0           | 3                     | 0                     | 0                     | -          | -          | -          | -                              | -                              | -                              | -                              | -                   | -                   | -                   | -                   | -       | -       | -       | 13    | 0     | 0     |
| 2001-2002             | Hajduk Split          | Prva HNL              | 26          | 1           | 0           | 1                     | 0                     | 0                     | -          | -          | -          | C1+C3                          | 3+2                            | 0+1                            | 0+0                            | -                   | -                   | -                   | -                   | -       | -       | -       | 32    | 2     | 0     |
| 2002-2003             | Hajduk Split          | Prva HNL              | 27          | 3           | 0           | 6                     | 2                     | 0                     | -          | -          | -          | C3                             | 4                              | 0                              | 0+0                            | -                   | -                   | -                   | -                   | 7       | 1       | 0       | 44    | 6     | 0     |
| Sous-total            | Sous-total            | Sous-total            | 65          | 4           | 0           | 10                    | 2                     | 0                     | -          | -          | -          | -                              | 9                              | 1                              | 0                              | -                   | -                   | -                   | -                   | 7       | 1       | 0       | 91    | 8     | 0     |
| 2003-2004             | Chakhtar Donetsk      | Vyscha Liha           | 19          | 0           | 3           | 5                     | 3                     | 0                     | -          | -          | -          | C1+C3                          | 4+1                            | 0+0                            | 0+0                            | -                   | -                   | -                   | -                   | 11      | 1       | 1       | 40    | 4     | 4     |
| 2004-2005             | Chakhtar Donetsk      | Vyscha Liha           | 22          | 1           | 5           | 7                     | 1                     | 0                     | 1          | 0          | 0          | C1+C3                          | 7+4                            | 0+0                            | 0+0                            | -                   | -                   | -                   | -                   | 8       | 4       | 0       | 49    | 6     | 5     |
| 2005-2006             | Chakhtar Donetsk      | Vyscha Liha           | 21          | 2           | 5           | 1                     | 0                     | 0                     | 1          | 0          | 0          | C1+C3                          | 2+8                            | 0+0                            | 0+1                            | -                   | -                   | -                   | -                   | 13      | 4       | 0       | 46    | 6     | 6     |
| 2006-2007             | Chakhtar Donetsk      | Vyscha Liha           | 20          | 3           | 5           | 5                     | 0                     | 1                     | 1          | 0          | 0          | C1+C3                          | 6+3                            | 0+1                            | 0+0                            | -                   | -                   | -                   | -                   | 6       | 2       | 1       | 41    | 6     | 7     |
| 2007-2008             | Chakhtar Donetsk      | Vyscha Liha           | 28          | 0           | 9           | 3                     | 0                     | 0                     | -          | -          | -          | C1                             | 10                             | 0                              | 0                              | -                   | -                   | -                   | -                   | 13      | 4       | 2       | 54    | 4     | 11    |
| 2008-2009             | Chakhtar Donetsk      | Premier-Liha          | 25          | 4           | 6           | 3                     | 0                     | 1                     | 1          | 0          | 1          | C1+C3                          | 8+9                            | 1+0                            | 1+3                            | -                   | -                   | -                   | -                   | 7       | 1       | 3       | 53    | 6     | 15    |
| 2009-2010             | Chakhtar Donetsk      | Premier-Liha          | 26          | 2           | 2           | 2                     | 1                     | 0                     | -          | -          | -          | C1+C3                          | 2+8                            | 0+1                            | 1+2                            | SU                  | 1                   | 0                   | 0                   | 9       | 1       | 2       | 48    | 5     | 7     |
| 2010-2011             | Chakhtar Donetsk      | Premier-Liha          | 27          | 3           | 5           | 2                     | 0                     | 0                     | 1          | 0          | 2          | C1                             | 9                              | 1                              | 5                              | -                   | -                   | -                   | -                   | 9       | 1       | 2       | 48    | 5     | 14    |
| 2011-2012             | Chakhtar Donetsk      | Premier-Liha          | 25          | 3           | 5           | 3                     | 0                     | 1                     | 1          | 0          | 0          | C1                             | 5                              | 0                              | 0                              | -                   | -                   | -                   | -                   | 11      | 0       | 8       | 45    | 3     | 14    |
| 2012-2013             | Chakhtar Donetsk      | Premier-Liha          | 26          | 2           | 15          | 5                     | 1                     | 1                     | 1          | 0          | 1          | C1                             | 8                              | 1                              | 1                              | -                   | -                   | -                   | -                   | 10      | 1       | 1       | 50    | 5     | 19    |
| 2013-2014             | Chakhtar Donetsk      | Premier-Liha          | 27          | 6           | 10          | 2                     | 0                     | 0                     | 1          | 0          | 0          | C1+C3                          | 6+2                            | 0+0                            | 0+1                            | -                   | -                   | -                   | -                   | 12      | 1       | 2       | 50    | 7     | 13    |
| 2014-2015             | Chakhtar Donetsk      | Premier-Liha          | 23          | 4           | 6           | 5                     | 0                     | 1                     | 1          | 0          | 0          | C1                             | 7                              | 1                              | 1                              | -                   | -                   | -                   | -                   | 10      | 0       | 4       | 46    | 5     | 12    |
| 2015-2016             | Chakhtar Donetsk      | Premier-Liha          | 19          | 2           | 6           | 4                     | 0                     | 0                     | 1          | 1          | 0          | C1+C3                          | 9+8                            | 2+1                            | 1+3                            | -                   | -                   | -                   | -                   | 7       | 1       | 3       | 48    | 7     | 13    |
| 2016-2017             | Chakhtar Donetsk      | Premier-Liha          | 23          | 1           | 8           | 1                     | 0                     | 0                     | 1          | 0          | 0          | C1+C3                          | 2+7                            | 0+0                            | 0+2                            | -                   | -                   | -                   | -                   | -       | -       | -       | 34    | 1     | 10    |
| 2017-2018             | Chakhtar Donetsk      | Premier-Liha          | 8           | 0           | 4           | 0                     | 0                     | 0                     | 1          | 0          | 0          | C1                             | 1                              | 0                              | 0                              | -                   | -                   | -                   | -                   | -       | -       | -       | 10    | 0     | 4     |
| Sous-total            | Sous-total            | Sous-total            | 339         | 33          | 94          | 48                    | 6                     | 5                     | 12         | 1          | 4          | -                              | 136                            | 9                              | 22                             | -                   | 1                   | 0                   | 0                   | 126     | 21      | 29      | 662   | 70    | 154   |
| 2018-2019             | Cagliari Calcio       | Serie A               | 26          | 2           | 3           | 2                     | 0                     | 0                     | -          | -          | -          | -                              | -                              | -                              | -                              | -                   | -                   | -                   | -                   | -       | -       | -       | 28    | 2     | 3     |
| Sous-total            | Sous-total            | Sous-total            | 26          | 2           | 3           | 2                     | 0                     | 0                     | -          | -          | -          | -                              | -                              | -                              | -                              | -                   | -                   | -                   | -                   | -       | -       | -       | 28    | 2     | 3     |
| Total sur la carrière | Total sur la carrière | Total sur la carrière | 430         | 39          | 97          | 60                    | 8                     | 5                     | 12         | 1          | 4          | -                              | 145                            | 10                             | 22                             | -                   | 1                   | 0                   | 0                   | 133     | 22      | 29      | 781   | 80    | 157   |

## Palmarès

### Collectif
Hajduk Split (2)
- Champion de Croatie en 2001.
- Vainqueur de la Coupe de Croatie en 2003.

 Chakhtar Donetsk (26)
- Champion d'Ukraine en 2005, 2006, 2008, 2010, 2011, 2012, 2013, 2014, 2017 et 2018.
- Vainqueur de la Coupe d'Ukraine en 2004, 2008, 2011, 2012, 2013, 2016 et 2017.
- Vainqueur de la Supercoupe d'Ukraine en 2005, 2008, 2010, 2012, 2013, 2014, 2015 et 2017.
- Vainqueur de la Coupe UEFA en 2009.

### Individuel
- Membre de l'équipe type de la Ligue des champions de l'UEFA en 2011